# La Complainte de la Butte
Pour les articles homonymes, voir Complainte et Butte.
Clip vidéo
[vidéo] « Cora Vaucaire - Complainte de la Butte », sur YouTube
[vidéo] « Patrick Bruel & Francis Cabrel - Complainte de la Butte », sur YouTube
La Complainte de la Butte est une chanson d'amour française, écrite par Jean Renoir, sur une musique de Georges van Parys,, interprétée originellement par Cora Vaucaire en single et pour la musique du film French Cancan de 1955, de Jean Renoir. Elle est depuis un classique des chansons sur Paris et de la chanson française.

## Histoire

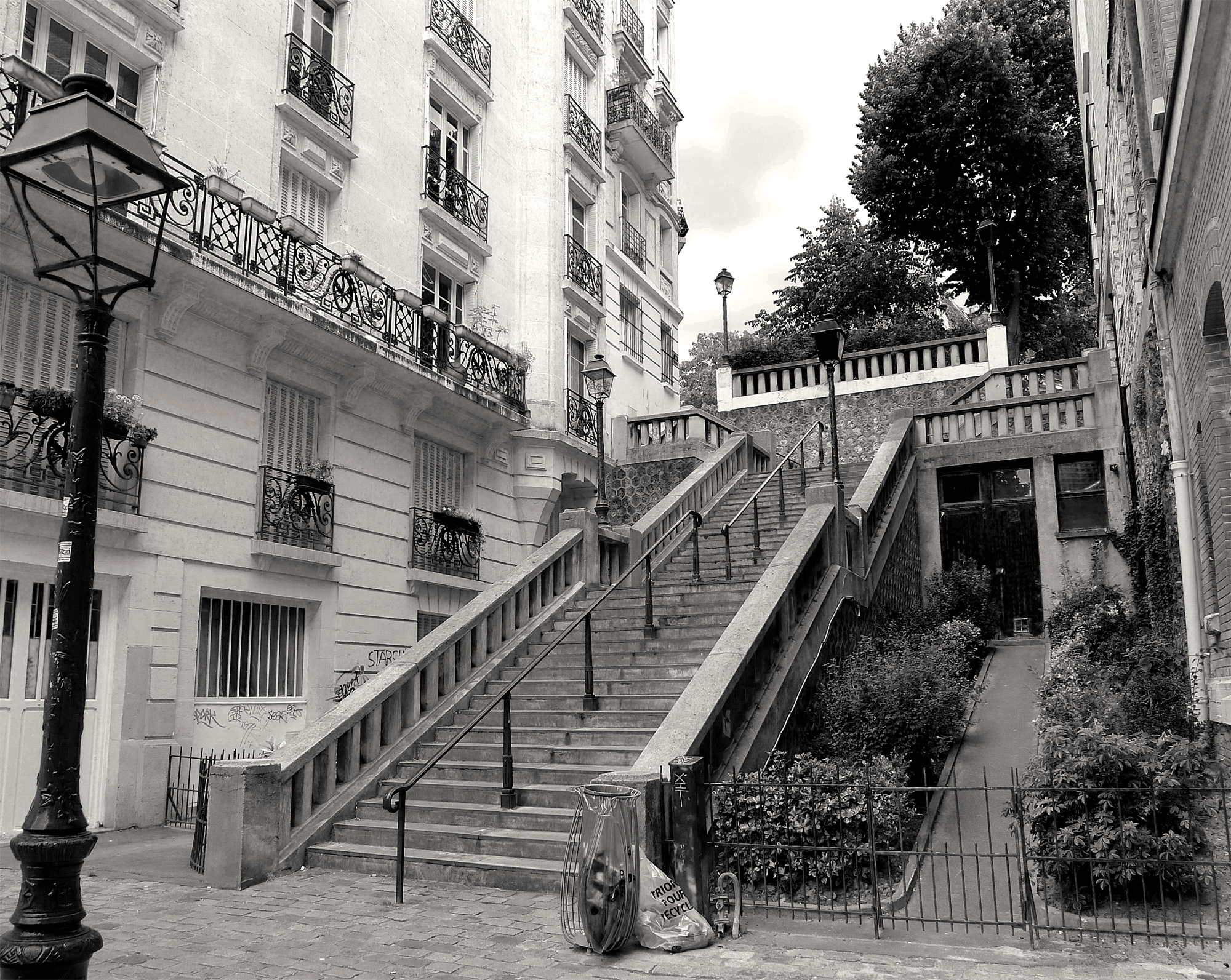
Les escaliers de la butte, en haut de la rue Saint-Vincent, de la butte Montmartre de Paris.

Les escaliers de la butte, du haut de la rue Saint-Vincent, et les ailes des moulins qui protègent les amoureux, de cette chanson d'amour nostalgique, font référence à la butte Montmartre de Paris
« En haut de la rue Saint-Vincent,

Un poète et une inconnue,

S'aimèrent l'espace d'un instant,

Mais il ne l'a jamais revue [...]

Princesse de la rue

Sois la bienvenue

Dans mon cœur blessé [...]

Petite mendigote,

Je sens ta menotte

Qui cherche ma main,

Je sens ta poitrine

Et ta taille fine,

J'oublie mon chagrin,

Je sens sur tes lèvres

Une odeur de fièvre

De gosse mal nourrie,

Et sous ta caresse,

Je sens une ivresse

Qui m'anéantit

Refrain

Les escaliers de la Butte sont durs aux miséreux

Les ailes des moulins protègent les amoureux... »,
Dans le film French Cancan, Henri Danglard (Jean Gabin) qui joue le rôle fictif romancé du directeur-fondateur du Moulin-Rouge (au pied de la butte Montmartre), présente une chanteuse nouvelle venue de son cabaret de music-hall, Esther Georges, qui chante pour la première fois La Complainte de la Butte. Le personnage d'Esther Georges est interprété par l'actrice Anna Amendola, avec la voix chantée de  Cora Vaucaire,.

## Reprises et adaptations
Après Cora Vaucaire, cette complainte est reprise par de nombreux interprètes, dont André Claveau, Patachou (1955), Marcel Mouloudji (1956), le duo Barbara et Frank Alamo (1964), Renzo Gallo (it) (1974), Francis Lemarque (1988), Lambert Wilson (1997), le duo Patrick Bruel et Francis Cabrel (album Entre deux de 2002), Hélène Ségara (2008), Daniel Darc (posthume, 2013), Rufus Wainwright, Zaz (album Paris de 2014), Sirius Plan (album Dog River Sessions de 2015), Jacques Higelin lors de sa tournée acoustique de 1998 à 2003...

## Cinéma, musique de film
- 1955 : French Cancan, de Jean Renoir, interprétée par Cora Vaucaire[9].
- 2001 : Moulin Rouge, de Baz Luhrmann, interprétée par Rufus Wainwright[10].